# Ugo, conte di Parigi
Ugo, conte di Parigi (deutsch: „Hugo, Graf von Paris“) ist eine Oper (Originalbezeichnung: „Tragedia lirica“) in zwei Akten und vier Teilen von Gaetano Donizetti mit einem Libretto von Felice Romani nach der Tragödie Blanche d’Aquitaine von Hippolyte-Louis-Florent Bis (Paris, 1827). Die Uraufführung der Oper fand am 13. März 1832 am Teatro alla Scala in Mailand statt.

## Historischer Hintergrund
Die Handlung ist in dieser Form frei erfunden, bezieht aber einige bedeutende historische Persönlichkeiten ein, insbesondere den französischen König Louis V. (Luigi), dessen Gemahlin Adélaïde-Blanche d’Anjou (Bianca), sowie Hugues Capet (Ugo) und dessen (spätere) Frau Adélaïde d’Aquitaine (Adelia). Im Gegensatz zur Opernhandlung waren Blanche d’Anjou und Adélaïde d’Aquitaine keine Schwestern und Blanche beging auch nicht Selbstmord.

## Handlung

### Vorgeschichte
Wichtige Voraussetzungen der Geschichte sind bereits vor Einsetzen der Opernhandlung passiert und kommen erst nach und nach ans Licht: Königin Emma hat ihren Gatten König Lotario Jahre zuvor zugunsten ihres Sohnes Luigi vergiftet. Zum Ärger von Folco, welcher sie dazu angestiftet hatte, wird niemand aus seiner Familie zum Nachfolger ernannt, sondern Luigi, zu dessen Vormund Graf Ugo bestimmt wurde. Ugo reiste nach Aquitanien, um für Luigi um die Prinzessin Bianca zu werben. Deren Schwester Adelia und Ugo haben sich währenddessen ineinander verliebt, halten dies aber geheim. 

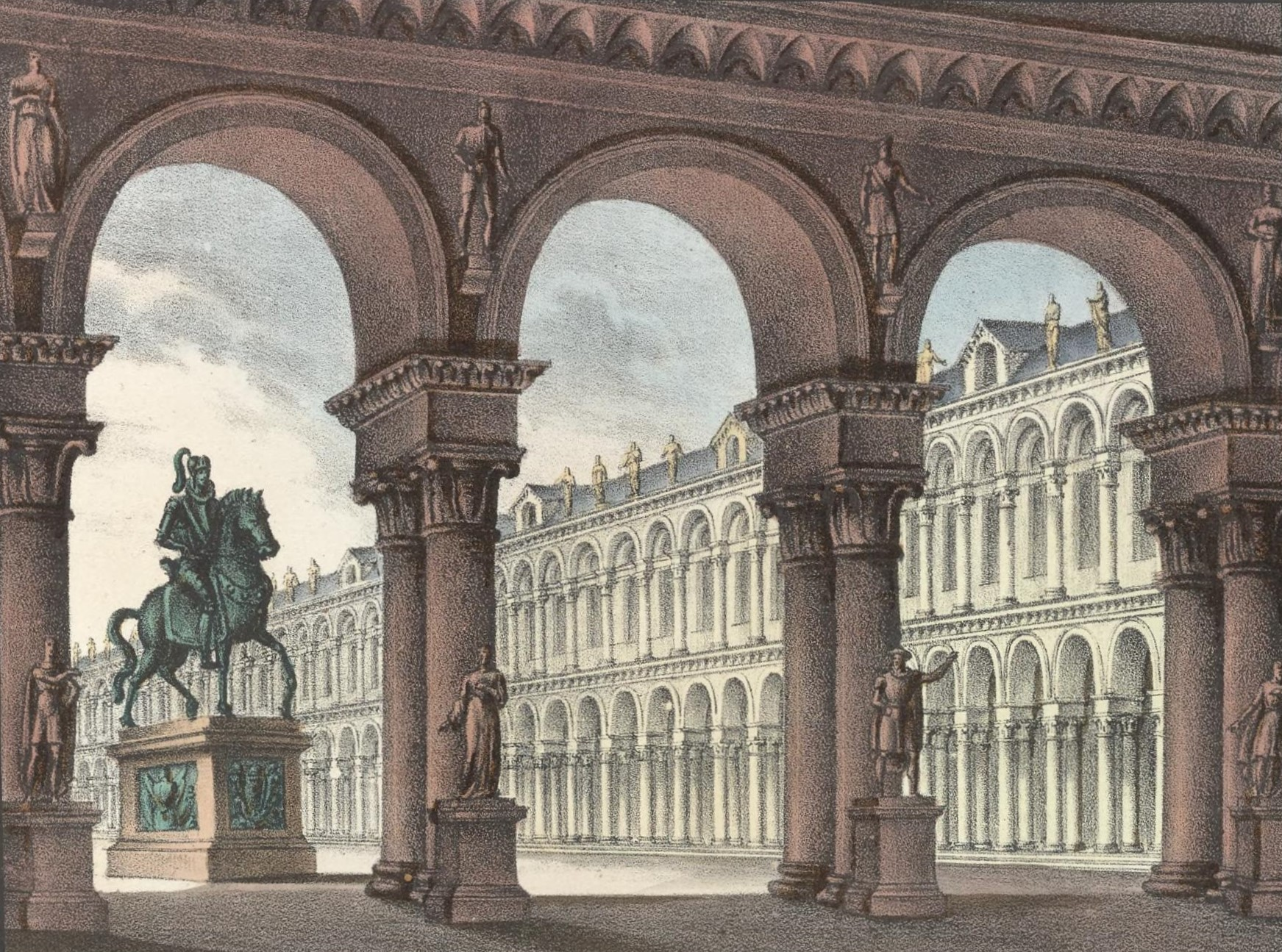
Bühnenbild zu Ugo, conte di Parigi von Alessandro Sanquirico (1832)

### Erster Akt
Die Oper beginnt am Tage von Luigis Krönung, deren Zeremonien im Schloss von Laon stattfinden.  
Bianca selbst hat sich in Ugo verliebt, während ihr Luigi und seine Mutter unsympathisch sind; sie plant, dieser unglücklichen Ehe zu entrinnen. Bei der Ankunft ihrer Schwester Adelia gesteht sie dieser (zu deren Schrecken) ihre Gefühle für Ugo und bittet sie, ihr zu helfen. Sie soll behaupten, ihre Mutter sei sterbenskrank und wolle Bianca ein letztes Mal sehen. 
Luigi jedoch schöpft Verdacht und besteht zu Biancas Widerwillen darauf, sie noch vor ihrer Abreise zu heiraten und sogar bei der Reise zu begleiten, was Bianca ablehnt.
Bei einem heimlichen Treffen von Ugo und Adelia, bittet diese ihn, unter keinen Umständen ihre romantische Verbindung zu verraten, besonders nicht Bianca. 
Zwischen Bianca und Luigi kommt es zur offenen Konfrontation: er verdächtigt sie und Ugo, ein Liebespaar zu sein. Der anwesende Ugo verneint das, aber zu seiner Verblüffung gibt Bianca offen zu, dass sie ihn liebe. Luigi fühlt sich verraten und lässt Ugo in den Kerker werfen.

### Zweiter Akt
Bianca besucht Ugo im Gefängnis und will mit ihm fliehen, er jedoch weist sie ab, und als Adelia erscheint, begreift Bianca, dass ihre eigene Schwester ihre „Rivalin“ ist. Kurz darauf tauchen Ritter und Soldaten auf, die Ugo aus dem Gefängnis befreien und bereit sind, sich unter seiner Führung gegen Luigi zu stellen. 
Nach der Schlacht erscheint Ugo vor dem König, erklärt sich diesem als loyal und stellt Adelia als seine Braut vor, um die Missverständnisse aus dem Weg zu räumen. Luigi ordnet die Hochzeit von Ugo und Adelia an. 
Folco überredet die wütende und rachsüchtige Bianca, Gift in Ugos Becher zu schütten. Doch Bianca wird wankelmütig, als sie zufällig in der Schlosskapelle mit anhört, wie die alte von Gewissensbissen gequälte Königin Emma um Vergebung für deren eigenes Verbrechen an ihrem Gatten betet (den sie vor Jahren selber vergiftete). Währenddessen beginnt die Hochzeitszeremonie von Ugo und Adelia. Bianca gerät völlig außer sich, trinkt vor aller Augen selber das tödliche Gift und bricht schließlich tot zusammen.

## Werkgeschichte
Während der Entstehung der Oper war Felice Romani wegen größter Probleme mit der Zensur gezwungen, das Libretto so massiv zu verändern, dass er sich am Ende weigerte, seinen Namen darunter zu setzen.
Die Uraufführung von Ugo, conte di Parigi an der Mailänder Scala fand im selben Theater, (teilweise) mit denselben Sängern und gegen Ende derselben Spielzeit statt, in der einige Monate zuvor Bellinis Norma ihre Premiere gefeiert hatte (am 26. Dezember 1831). In Ugo sangen Giuditta Pasta (Bianca), Giulia Grisi (Adelia), Domenico Donzelli (Ugo), Clorinda Corradi (Luigi V), Felicita Baillou-Hillaret (Emma) und Vincenzo Negrini (Folco di Angiò).
Trotz des herausragenden Starensembles mit Pasta, Grisi und Donzelli und trotz zunächst ziemlich günstiger Kritiken bei der Premiere wurde Donizettis Ugo bereits nach fünf Vorstellungen vom Spielplan abgesetzt und wieder durch die zwar ursprünglich kühl aufgenommene, aber inzwischen hochgradig erfolgreiche Norma ersetzt.
Wie Donizetti es auch sonst bei seinen durchgefallenen Werken zu tun pflegte, verwendete er Teile der Partitur später in anderen Opern, insbesondere in Sancia di Castiglia (November 1832) und Il furioso all'isola di San Domingo (Januar 1833); die Ouvertüre zu Ugo (und wenige Details) übernahm er in der sehr kurzfristig komponierten Parisina (März 1833); kleinere Passagen oder Ideen aus Ugo gingen außerdem in Marino Faliero (März 1835), Pia de’ Tolomei (Juli 1837) und der gar nicht aufgeführten Gabriella di Vergy (1838) ein.

Sänger der Uraufführung von 1832
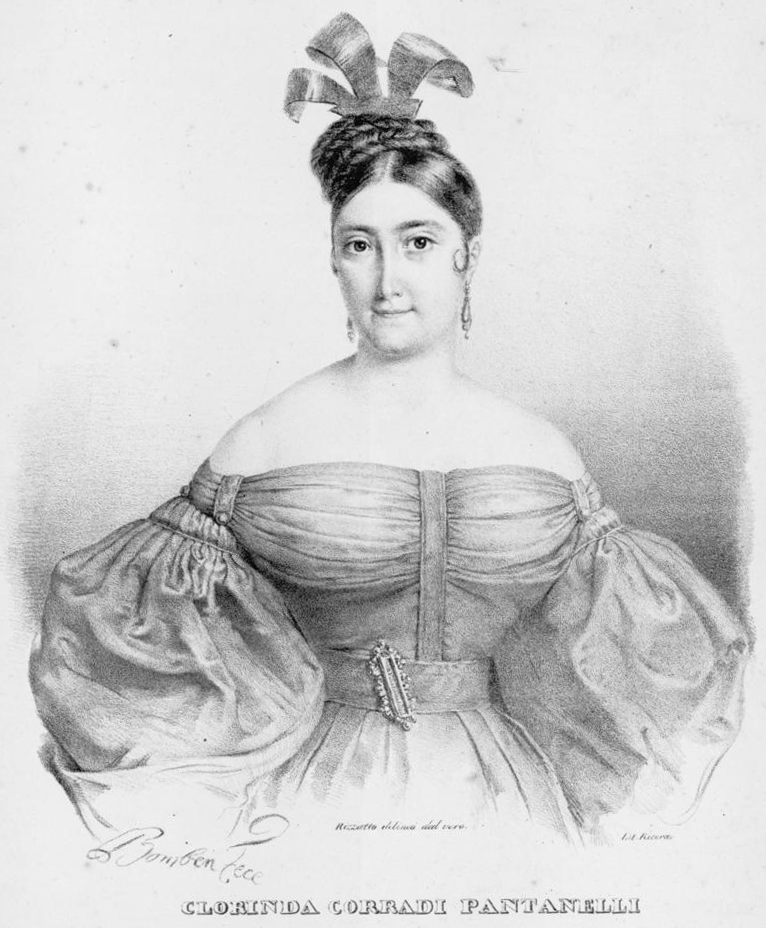
Clorinda Corradi (Luigi V)
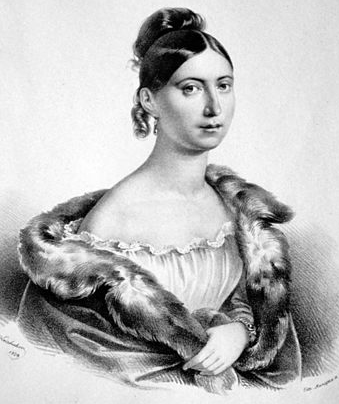
Giuditta Pasta (Bianca)
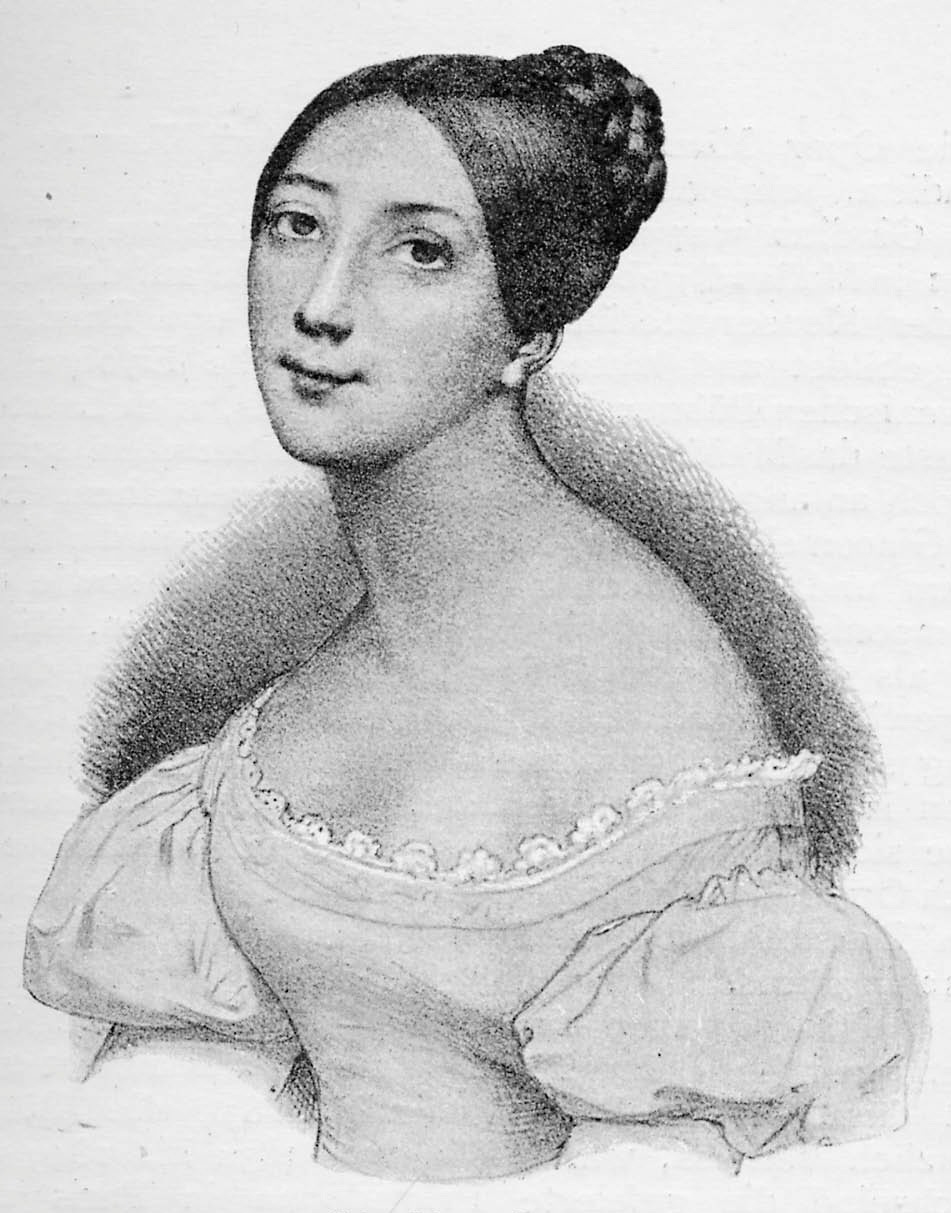
Giulia Grisi (Adelia)
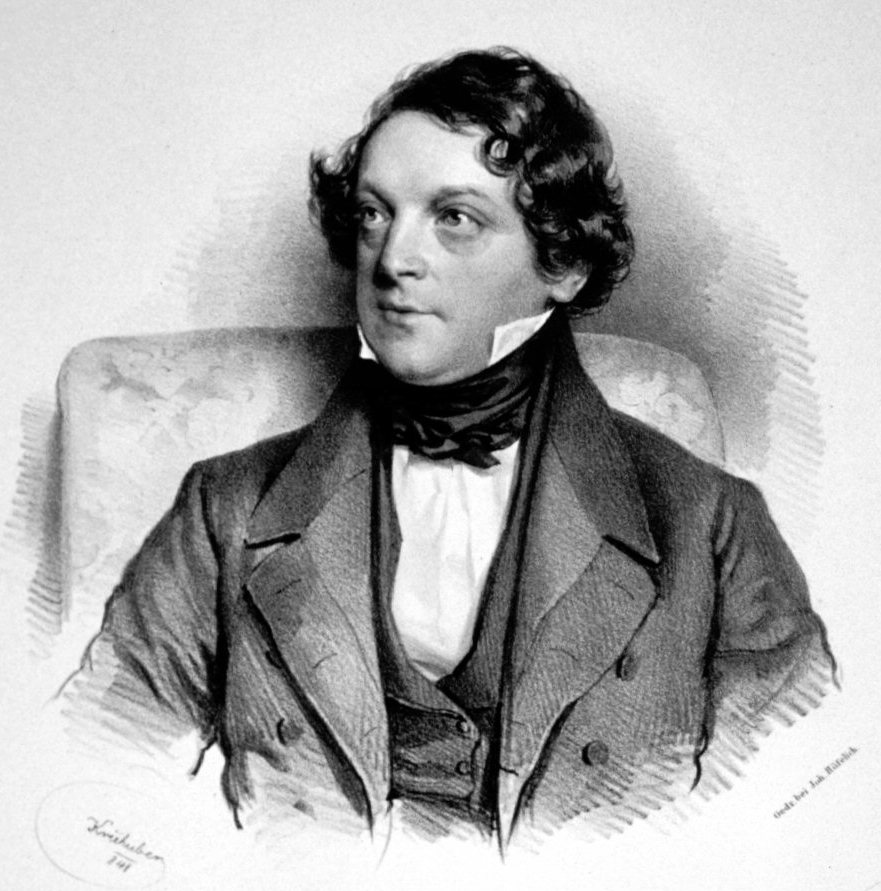
Domenico Donzelli (Ugo)
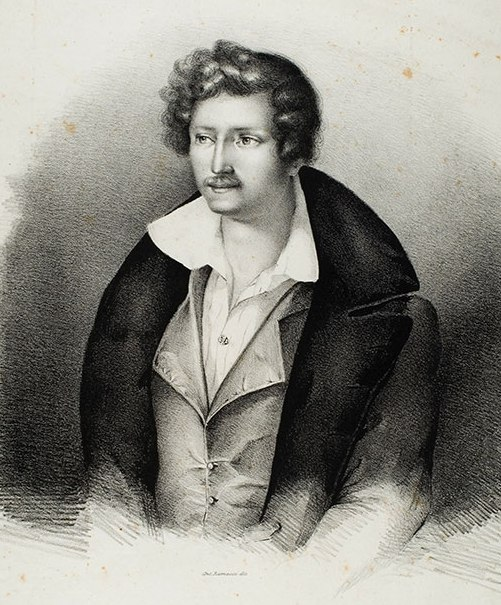
Vincenzo Negrini (Folco di Angiò)

Einige weitere Aufführungen von Ugo gab es im Frühjahr 1835 in Pisa, im Herbst 1835 in Triest, zur Karnevalsaison 1840 in Ferrara und im Karneval 1847 in Sassari. Außerhalb Italiens wurde die Oper auch in Prag (1837), Madrid (1839) und Lissabon (1846) gegeben.
Das erfolgreichste Stück der Oper mit einem gewissen Eigenleben war Biancas Auftrittsarie „Quando in regio talamo“, die von Giuditta Pasta selber als aria di baulle – also als sogenannte „Kofferarie“ (oder Lieblingsarie), die eine Sängerin damals immer dabei hatte und bei Gelegenheit singen konnte – in Aufführungen von Anna Bolena eingeschoben wurde. Auch Fanny Persiani, die die Partie der Bianca 1835 in Pisa sang, gefiel diese Arie so gut, dass sie sie später in Aufführungen von L’elisir d’amore zum Besten gab. Die Arie wurde mit entsprechenden Anmerkungen auch einzeln publiziert.
Danach geriet das Werk in Vergessenheit. Es wurde erst in den 1970er Jahren durch Opera Rara wiederbelebt, die 1977 auch die erste Gesamtaufnahme der Oper erstellten.

## Aufnahmen
- Mit Maurice Arthur, Janet Price, Yvonne Kenny, Della Jones, Eiddwen Harrhy, Christian du Plessis, New Philharmonia Orchestra, Alun Francis (Opera Rara, 1977)
- Mit Yasuharu Nakajima, Sim Tokyurek, Doina Dimitriu, Carmen Giannattasio, Orchestra Accademia d’Arti e Mestieri dello Spettacolo Teatro alla Scala, Antonino Fogliani (Dynamic)